# Nordfriesen

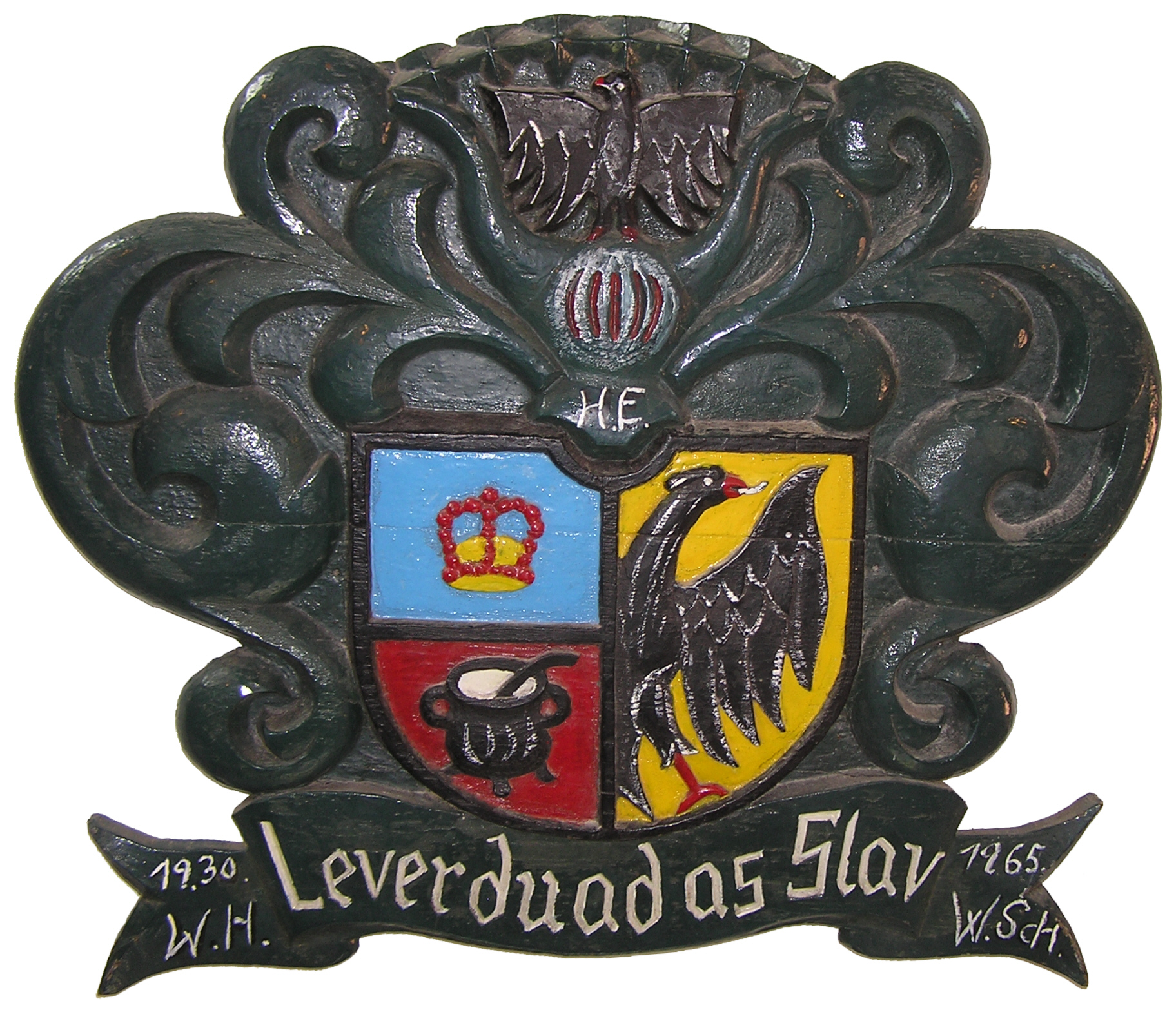
Das Wappen der Nordfriesen

Nordfriesen sind im weiteren Sinne die Bewohner des Kreises Nordfriesland in Schleswig-Holstein. Im engeren Sinne ist es jene in Nordfriesland und auf Helgoland beheimatete Volksgruppe der Friesen. 

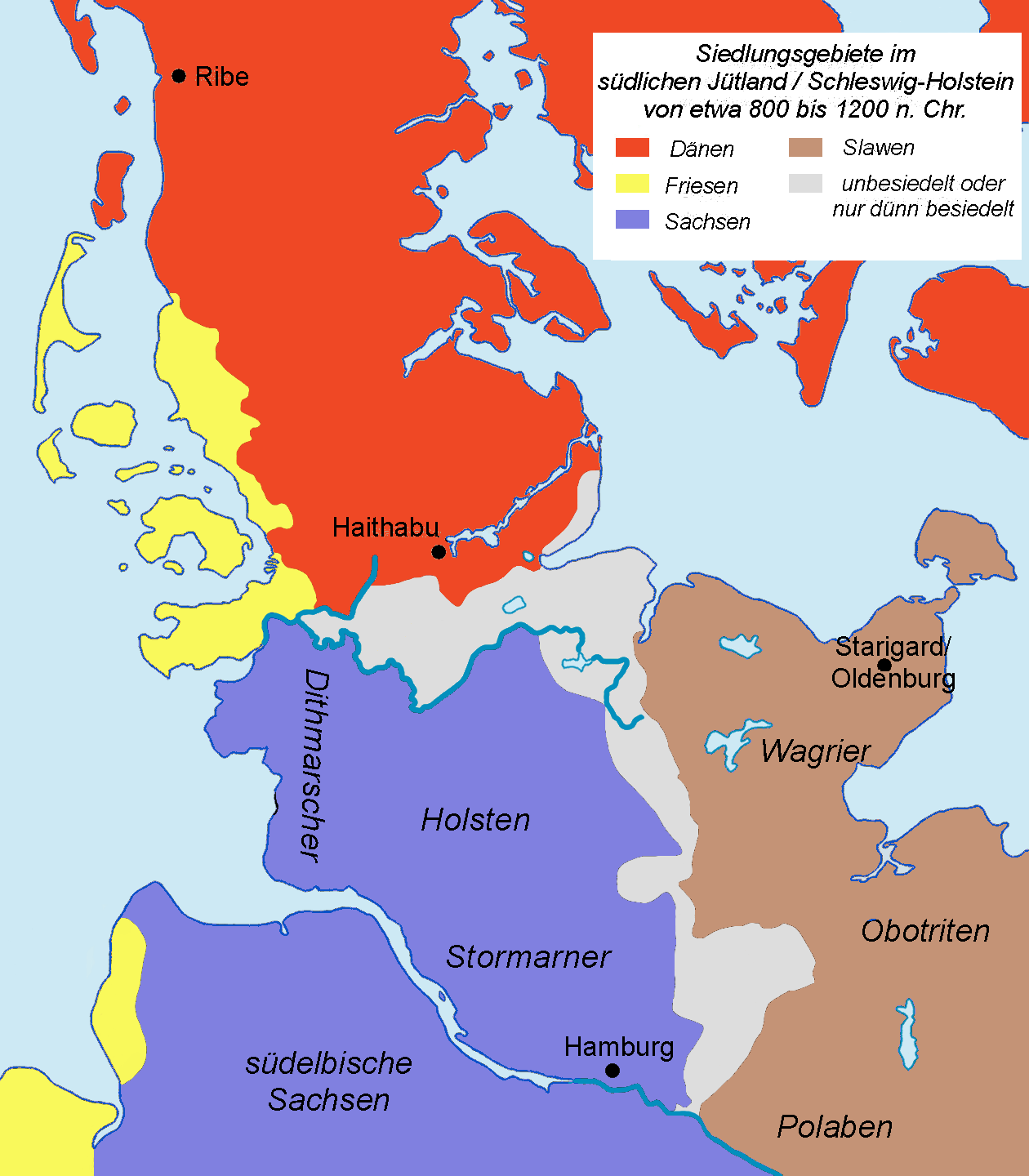
Die historischen Sprachgruppen zwischen etwa 800 und 1100 n. Chr. (die friesische in Gelb)

Die nordfriesische Flagge

Diese Volksgruppe verwendet zum Teil noch die unterschiedlichen Dialekte der nordfriesischen sowie niederdeutschen Sprache, die beide zur Gruppe der ingwäonischen Sprachen gehören. Durch die schleswig-holsteinische Landesverfassung und durch das Friisk Gesäts (deutsch: Friesisch-Gesetz) ist die friesische Sprache besonders geschützt. 
Nordfriesen gelten als autochthone Minderheit in Deutschland. In Deutschland wird von etwa 50.000 Angehörigen der friesischen Volksgruppe in Nordfriesland und auf Helgoland ausgegangen, von denen etwa 10.000 noch einen der nordfriesischen Dialekte sprechen. Etwa 1400 Schülerinnen und Schüler im Kreis Nordfriesland und auf Helgoland nehmen am Friesischunterricht teil (Stand 2012).
Die Friesen wanderten um das Jahr 800 in die später zum Herzogtum Schleswig gehörenden Uthlande ein. Zunächst besiedelten sie nur die vorliegenden Inseln, in einer zweiten Einwanderungswelle um 1100 auch den anliegenden Küstenstreifen zwischen den Flüssen Eider und Vidå (deutsch: Wiedau) an der heutigen deutsch-dänischen Grenze.
Die Farben Gold-Rot-Blau, wie auch das Wappen der Nordfriesen, haben durch das Friesisch-Gesetz offiziellen Status erhalten. Das Wappen ist nicht identisch mit jenem des Kreises Nordfriesland. 